# Travis Munnings
Travis Trayvon Munnings (Freeport, 14 settembre 1994) è un cestista bahamense.